# Fayence
 Fayence  (en occitano Faiença) es una población y comuna francesa que se encuentra en la región de Provenza-Alpes-Costa Azul, departamento de Var, en el distrito de Draguignan y cantón de Fayence.

## Demografía
| 1435 | 1768 | 2146 | 2652 | 3502 | 4253 |
| Para los censos de 1962 a 1999 la población legal corresponde a la población sin duplicidades (Fuente: INSEE [Consultar]) |      |      |      |      |      |